# 세계버스
유한회사 세계버스(有限會社 世界―)는 광주광역시의 마을버스 운송 업체였다. 본사는 광주광역시 서구 금화로103번길 5 (금호동)에 있었다. 현재 이 회사는 도산한 상태이다.

## 주요 연혁
- 1992년 6월 10일: 회사 설립
- 2013년 11월: 마을761번 노선 신설
- 2016년 8월 13일: 수요 저조로 인한 마을761번 노선 폐선
- 2017년 8월 1일: 마을760번 노선 폐선

## 역대 운행차량
자일대우버스
- 대우 BS090 로얄미디
- 자일대우 BS090 뉴로얄미디

현대자동차
- 현대 글로벌900
- 현대 뉴-카운티